# 개연론
개연론(蓋然論)은 철학과 신학에서 확실성이 존재하지 않는 상황에서 개연성은 가장 최상의 기준이라는 일반적인 의미로 사용되는 용어이다. 철학에서 개연론은 인간은 절대로 확실한 지식(진리)에 도달할 수 없으므로 개연적인 - 확실한 듯한 - 지식으로 만족해야 한다는 이론이다. 회의론의 일종으로서 고대 그리스의 신(新)아카데미파의 입장이다. 개연적 지식을 바탕으로 행동하고, 그 결과에 따라 지식을 보다 확실한 것으로 수정해야 한다고 주장하는 프래그머티즘의 인식론도 이에 속한다. 신학에서 이 용어는 양심의 문제의 처해 있는 비전문가는 공인된 교회의 학자가 가르친 교리를 안전하게 따를 것이라는 견해를 위한 결의론(決疑論, casuistry)과 관련하여 적용된다. 이 견해는 신학자 몰리나 (1528-1581)에서 유래하였으며, 예수회에 의해 널리 적용되었다. 

## 같이 보기
- 결정론
- 비결정론
- 존재론
- 확률

## 참고 문헌
- 이 문서에는 다음커뮤니케이션(현 카카오)에서 GFDL 또는 CC-SA 라이선스로 배포한 글로벌 세계대백과사전의 내용을 기초로 작성된 글이 포함되어 있습니다.
- 본 문서에는 현재 퍼블릭 도메인에 속한 브리태니커 백과사전 제11판의 내용을 기초로 작성된 내용이 포함되어 있습니다.